# Altes Rathaus (Darmstadt)

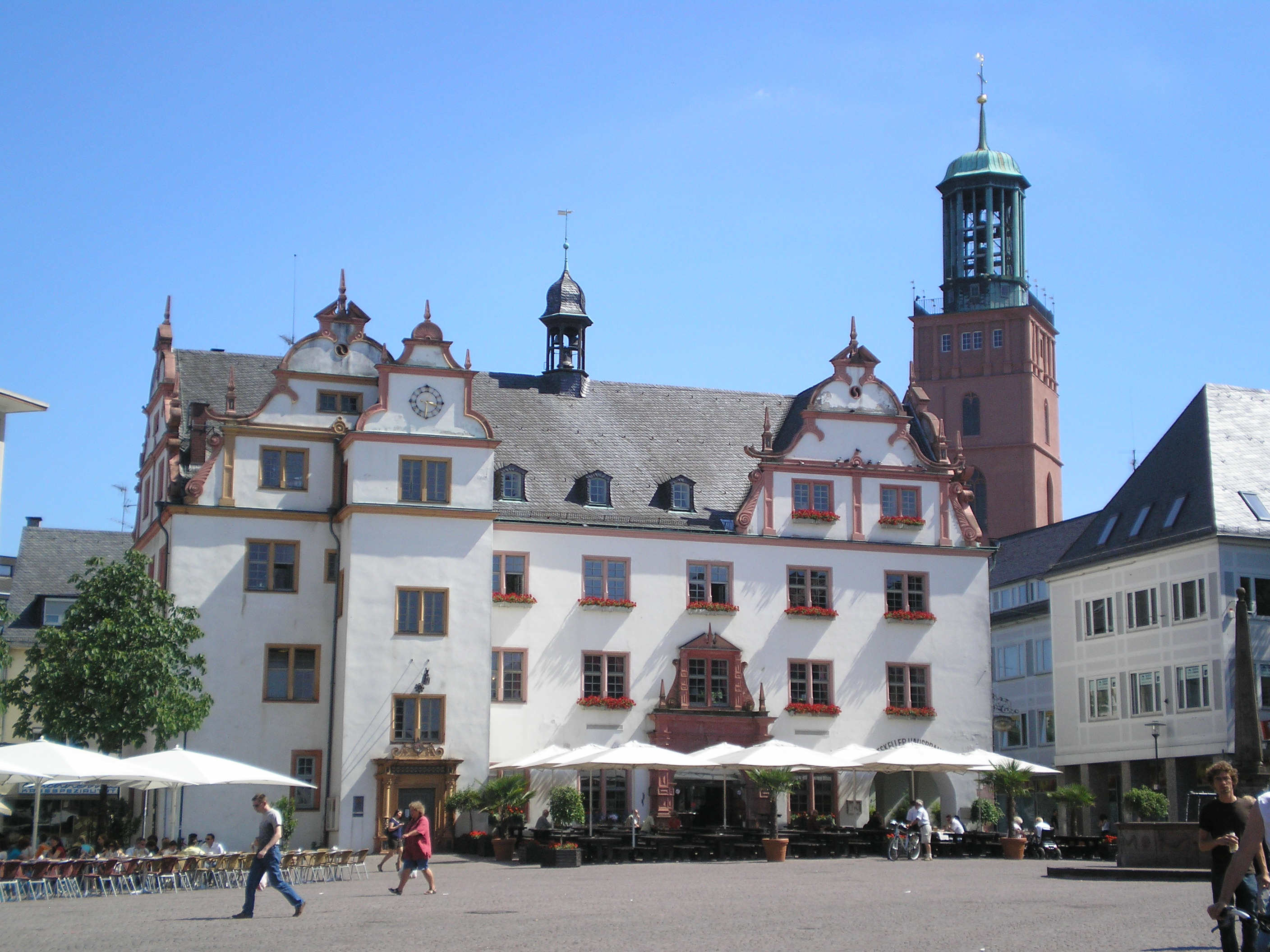
Altes Rathaus am Marktplatz (2008)

Das Alte Rathaus ist ein Bürogebäude in Darmstadt und ein hessisches Kulturdenkmal.

## Architektur und Geschichte
Das älteste Darmstädter Rathaus wurde im Jahr 1397 als spielhus erstmals erwähnt. Es lag an der Nordseite des Darmstädter Marktplatzes in einem später abgerissenen Baublock.
In den Jahren 1566–1569 wurde auf der Marktplatzsüdseite ein neues Rathaus mit Steinunterbau und Fachwerkgeschossen erbaut.
In den Jahren 1598–1601 wurde an der gleichen Stelle ein neues, vollständig steinernes Rathaus errichtet.
Nach einer Außenrenovierung im Jahr 1914 wurde das Alte Rathaus in den Jahren 1926/27 innen komplett erneuert. Das Holzgebälk des Dachstuhls wurde durch Stahlträger ersetzt.
Am 4. August 1927 wurde das Alte Rathaus feierlich eingeweiht.
In der zweiten Etage befand sich der Sitzungssaal der Stadtverordneten; in der dritten Etage die Galerie. Daneben waren das Standesamt und das Ortsgericht in dem Bauwerk untergebracht.
Die Läden im Erdgeschoss des Alten Rathauses wurden durch den Gastronomiebetrieb Ratskeller ersetzt.
Bei einem Luftangriff im Jahr 1944 wurde das Alte Rathaus stark zerstört.
Der Ratskeller nahm im Jahr 1948 – unter einem Notdach – den Betrieb wieder auf. In den Jahren 1954/55 wurde das Alte Rathaus vollständig wieder aufgebaut. An der Westseite erhielt das Bauwerk Arkaden.
Am 29. Juni 1955 wurde das wiederaufgebaute Alte Rathaus eingeweiht.
Im Jahr 2003 wurde an der Rückseite des Alten Rathauses ein Außenaufzug angebaut.

## Das Alte Rathaus heute
Heute befinden sich im Alten Rathaus das Standesamt und der Ratskeller, der seit dem Jahr 1989 mit einer Hausbrauerei verbunden ist.

## Bildergalerie

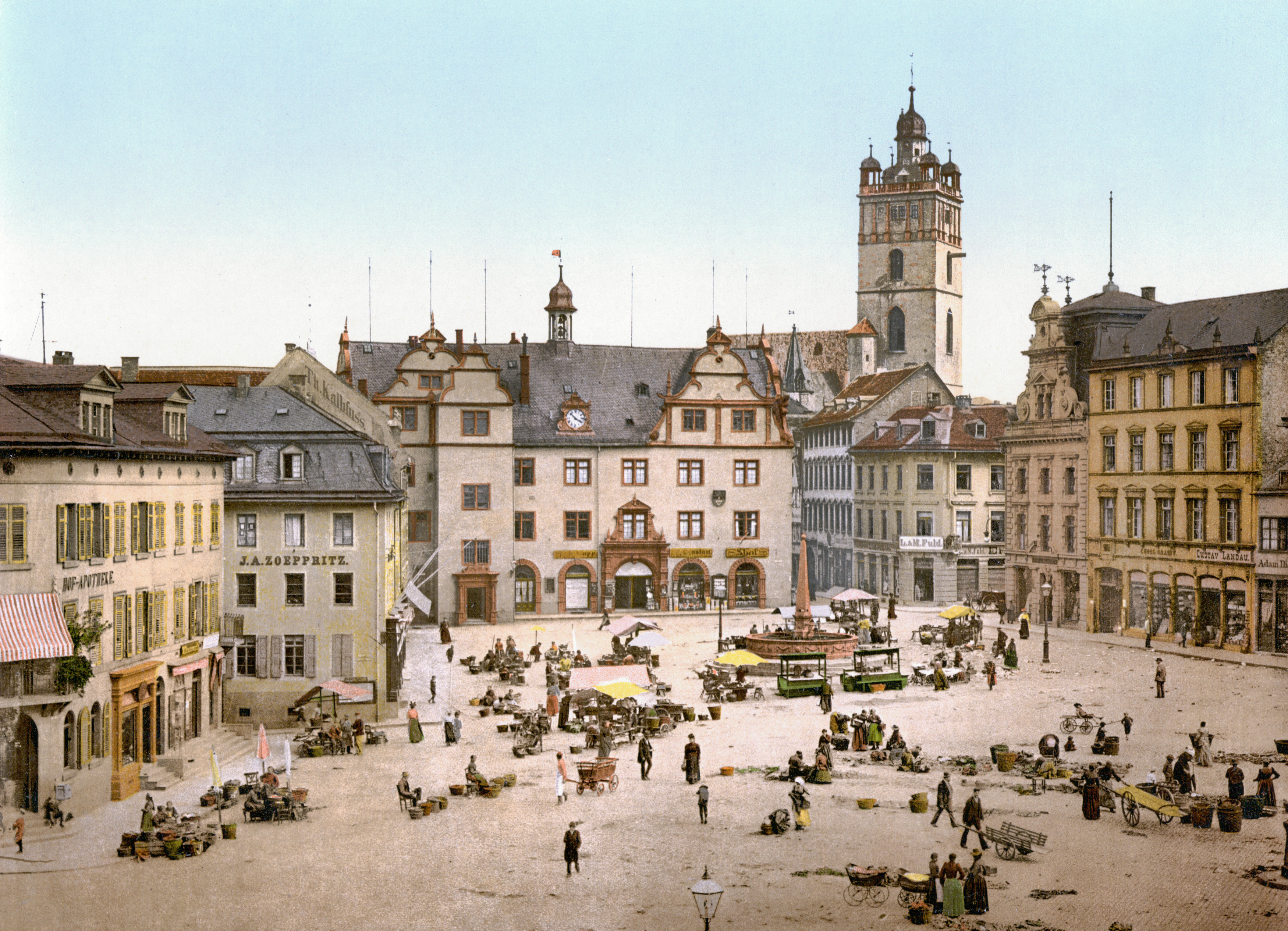
Darmstädter Marktplatz mit Altem Rathaus (um 1895)
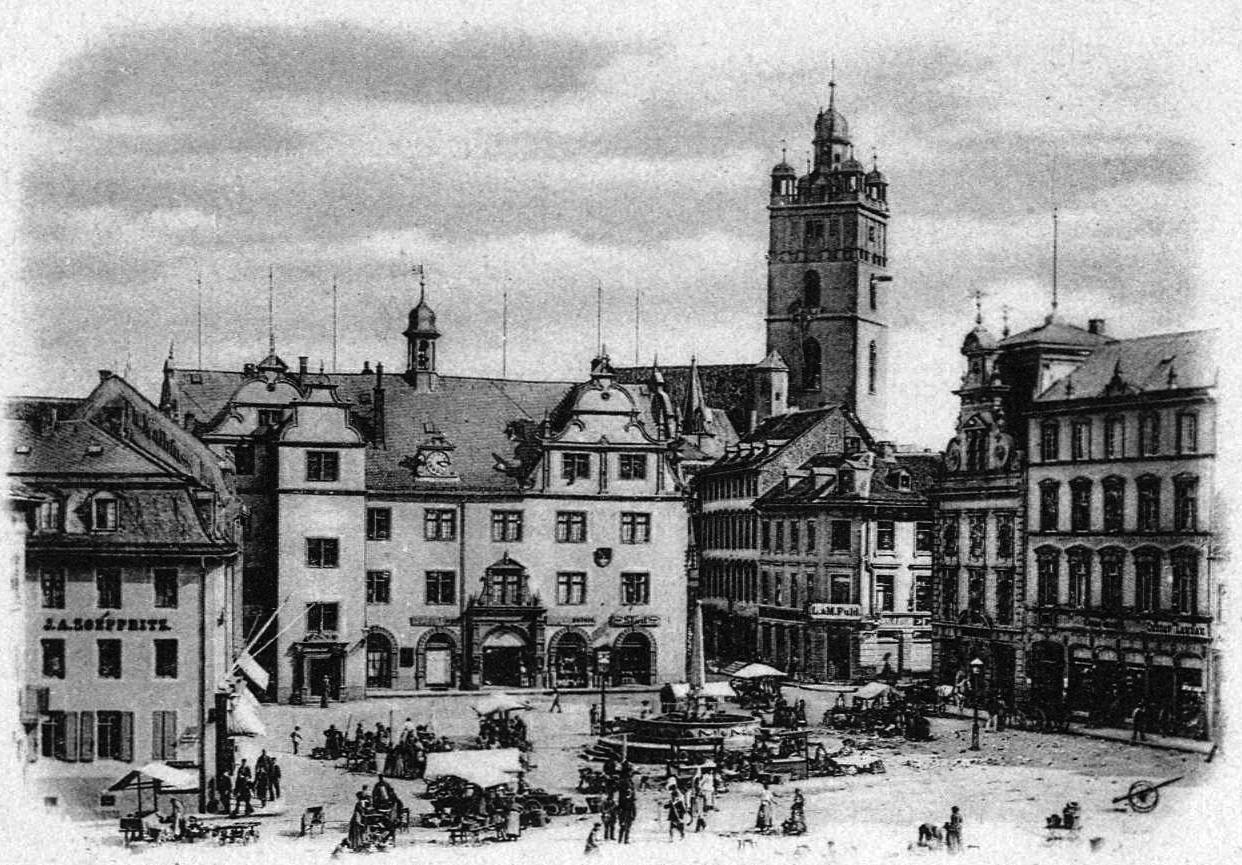
Postkarte; Marktplatz mit Altem Rathaus und Stadtkirche (1904)
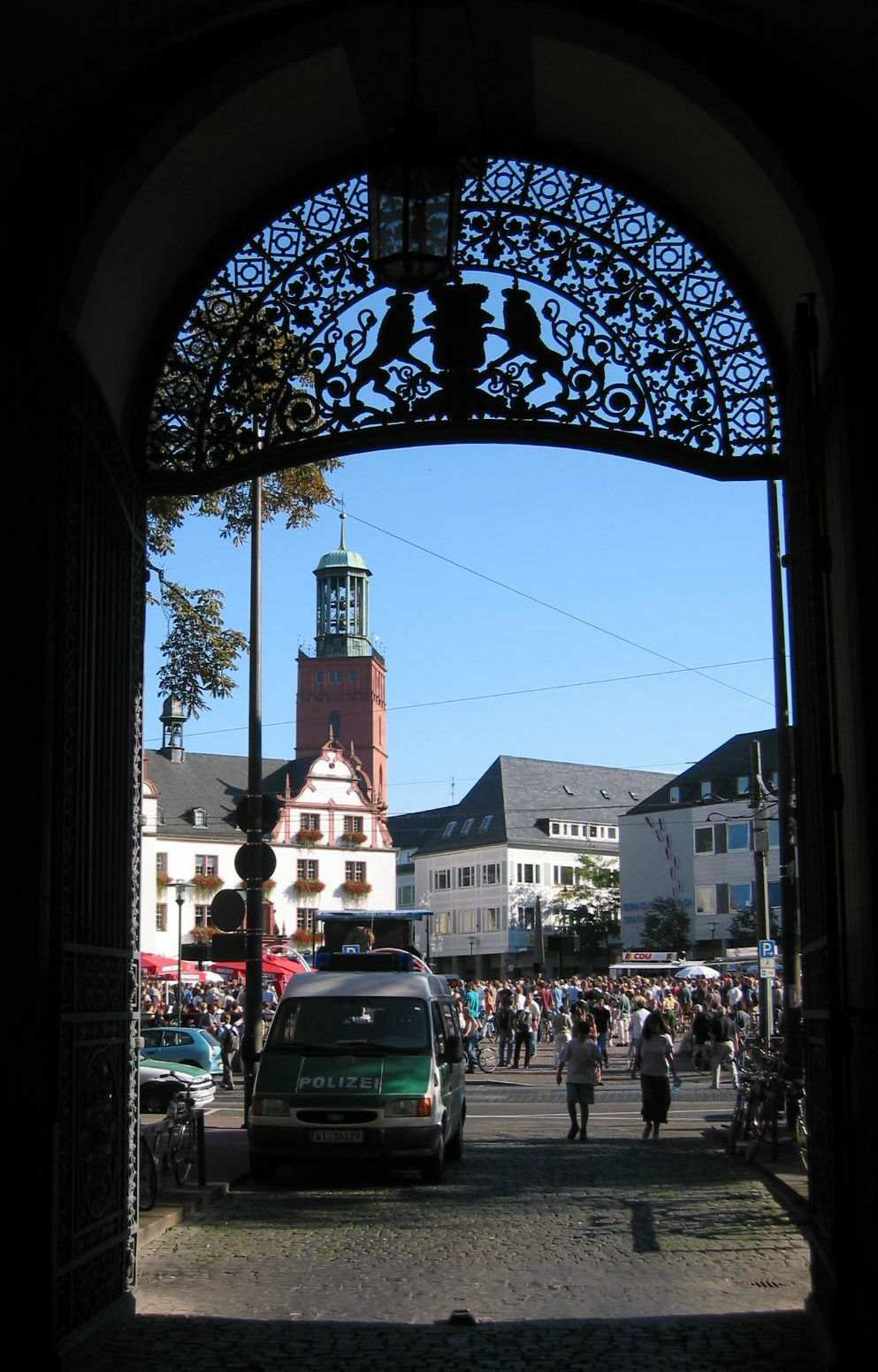
Darmstadt Marktplatz; Blick vom Schlossportal über den Marktplatz und das Alte Rathaus zur Stadtkirche (2004)
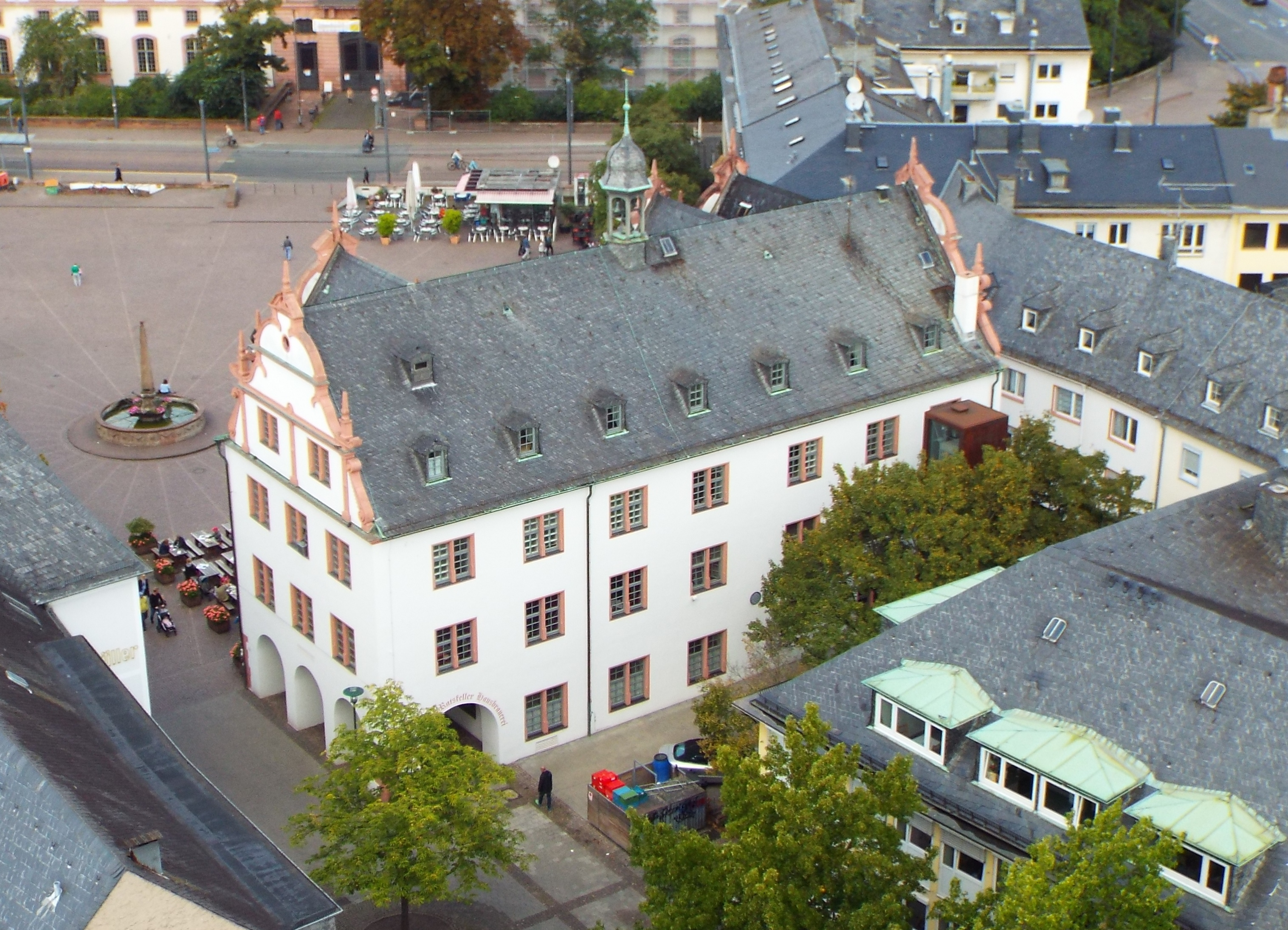
Altes Rathaus – Rückseite (2017)